# 努拉·宾特·阿卜杜勒·拉赫曼公主大学
努拉·宾特·阿卜杜勒·拉赫曼公主大学（阿拉伯语：‎），简称努拉公主大学，是一所位于沙特阿拉伯首都利雅得的公立女子大学，是世界上最大的女子大学。

## 历史
1970年，沙特阿拉伯开始设立女子学院。在接下来的25年里，沙特阿拉伯的72个城市共建立了102所同类院校，其中利雅得有六所。2004年，沙特阿拉伯决定统一利雅得所有女子学院。2006年，该大学正式建立。第一任校长阿尔·迦哇拉·宾特·法赫德·阿尔·沙特（Al Jawhara bint Fahd Al Saud）公主在2007年上任。
2008年10月29日，国王阿卜杜拉·本·阿卜杜勒-阿齐兹·阿勒沙特到访，并以该国第一任国王阿卜杜勒-阿齐兹·本·阿卜杜拉赫曼·本·费萨尔·阿勒沙特的姐妹努拉·宾特·阿卜杜拉赫曼公主的名字为大学命名。“努拉”在阿拉伯语中的意思是“光”。
2017年2月，该大学主办了沙特阿拉伯第一部歌剧。节目“Antar and Alba”由黎巴嫩歌剧院制作。
2018年初，在国王萨勒曼·本·阿卜杜勒-阿齐兹·阿勒沙特授予妇女在沙特阿拉伯驾车的权利之后，它成为沙特阿拉伯第一所教授女性驾车技术的大学。